# تنفس واعي
التنفس الواعي مصطلح شامل للطرق الطبية والعلاجية التي تحسن وظيفة التنفس. تتضمن هذه الأساليب توجيه الوعي إلى التنفس وتطوير العادات التي تحسن التنفس. يتم التحكم في التنفس البشري بوعي أو بغير وعي. التنفس الواعي يمكن أن يساعد في تقليل الإجهاد ، وتحسين الحالات المرتبطة بالتنفس.

## أساليب التدريب
- تعتبر براناياما جزءًا من تقاليد اليوجا وتتعامل بشكل رئيسي مع التمارين ، مثل إطالة فترة حدوث الفواصل الشهرية أو فترات التوقف، أو التوقف مؤقتًا في فترة الفخذ الداخلي أو الفاشية أو كليهما، أو التنفس البديل لفتحة الأنف ، أو التنفس مع المزمار الصغير بشكل طفيف إلخ.
- تركز طريقة بوتيكو على التنفس عن طريق الأنف والاسترخاء وتقليل التنفس. تزود هذه التقنيات الرئتين بأكثر من NO وبالتالي توسع المسالك الهوائية ويجب أن تمنع الزفير المفرط لثاني أكسيد الكربون وبالتالي تحسين استقلاب الأكسجين.
- التنفس المتماسك(كوهيرنت) هو طريقة تنطوي على التنفس بمعدل خمسة أنفاس في الدقيقة مع فترات متساوية من الاستنشاق والزفير والاسترخاء الواعي للمناطق التشريحية.[1][2][3]

## تطبيقات

### تأمل
- عادةً لا يغير التنفس الواعي في التأمل عمق أو إيقاع التنفس ، ولكنه يستخدم التنفس كمرساة للتركيز والوعي.
- تدريبات اليقظة والوعي تستخدم التنفس الواعي للتدريب على الوعي والوعي الجسدي.
- يركزتأمل فيباسانا على التنفس داخل وحول الأنف لتهدئة العقل (التأمل المسيحي الروحانية).[4]

### علم النفس والعلاج النفسي
- يمكن استخدام تسريع التنفس وتعميقه للوصول إلى الذكريات غير اللفظية المكبوتة.
- إعادة التنفس يستخدم التنفس الواعي لتطهير ذكريات الولادة المكبوتة وذكريات الطفولة المؤلمة.[5]
- تم تطوير مبدأ عمل التنفس من قبل ستانيسلاف جروف ويستخدم التنفس العميق للسماح بالوصول إلى حالات الوعي غير العادية.[6]
- يستخدم التنفس التحويلي نفسًا مريحًا تمامًا ينشأ في أسفل البطن ويكرر الاستنشاق والزفير دون توقف. يدمج طرائق الشفاء الأخرى وتحليل التنفس. السمة الرئيسية هي التدريب الشخصي المكثف واستخدام «رسم خرائط الجسم» (نقاط الضغط).[7]
- يجمع التنفس التكاملي بين الفوائد المحددة للمدارس المختلفة للتنفس الواعي وفقًا لاحتياجات الأشخاص.[8][9]
- البحث يختص في اضطرابات تعاطي المخدرات،[10] واضطراب ما بعد الصدمة ،[11] وإدمان الكحول والتدخين.[12]